# Inge Landgut
Inge Landgut (Berlin, 23 novembre 1922 - 29 mai 1986) est une actrice allemande. 

## Filmographie
- 1931 : M le maudit
- 1931 : Émile et les Détectives
- 1950 : Dreizehn unter einem Hut
- 1950 : Der Fall Rabanser